# Australian Open 2016
L'Australian Open 2016 è stato un torneo di tennis che si è disputato su venticinque campi in cemento plexicushion del complesso di Melbourne Park, a Melbourne in Australia, fra il 19 gennaio e il 1º febbraio 2016. È stata la 104ª edizione dell'Australian Open, il primo dei quattro tornei del Grande Slam dell'anno 2016. L'evento è stato organizzato dalla International Tennis Federation, e ha fatto parte dell'ATP World Tour 2016 e del WTA Tour 2016. Sono stati messi in palio anche i titoli per gli under 18 ragazzi e ragazze, il doppio misto e il tennis in carrozzina.

## Programma del torneo
Il torneo si è svolto in 14 giornate divise in due settimane: dal 18 al 31 gennaio.

## Teste di serie nel singolare
La seguente tabella illustra le teste di serie dei tornei di singolare, assegnate in base al ranking del 12 gennaio 2016, i giocatori che non hanno partecipato per infortunio, quelli che sono stati eliminati, e i loro punteggi nelle classifiche ATP e WTA al 19 gennaio 2016 e al 2 febbraio 2016. In corsivo i punteggi provvisori.
| Legenda colori             |
| Vincitore                  |
| Finalista                  |
| Semifinalista              |
| Quarti di finale           |
| Eliminati a 1T, 2T, 3T, 4T |
| Non partecipa              |

### Singolare maschile
| Testa di serie | Ranking | Giocatore              | Punti  | Punti da difendere | Punti conquistati | Nuovo punteggio | Situazione                                    |
| -------------- | ------- | ---------------------- | ------ | ------------------ | ----------------- | --------------- | --------------------------------------------- |
| 1              | 1       | Novak Đoković          | 16,790 | 2,000              | 2,000             | 16,790          | Vittoria in Finale contro Andy Murray [2]     |
| 2              | 2       | Andy Murray            | 8,945  | 1,200              | 1,200             | 8,945           | Sconfitta in Finale contro Novak Đoković [1]  |
| 3              | 3       | Roger Federer          | 8,165  | 90                 | 720               | 8,795           | Eliminato in SF da Novak Đoković [1]          |
| 4              | 4       | Stan Wawrinka          | 6,865  | 720                | 180               | 6,325           | Eliminato al 4T da Milos Raonic [13]          |
| 5              | 5       | Rafael Nadal           | 5,230  | 360                | 10                | 4,880           | Eliminato al 1T da Fernando Verdasco          |
| 6              | 6       | Tomáš Berdych          | 4,560  | 720                | 360               | 4,200           | Eliminato ai QF da Roger Federer [3]          |
| 7              | 7       | Kei Nishikori          | 4,235  | 360                | 360               | 4,235           | Eliminato ai QF da Novak Đoković [1]          |
| 8              | 8       | David Ferrer           | 4,145  | 180                | 360               | 4,325           | Eliminato ai QF da Andy Murray [2]            |
| N/A            | 9       | Richard Gasquet        | 2,850  | 90                 | 0                 | 2,760           | Infortunio alla schiena                       |
| 9              | 10      | Jo-Wilfried Tsonga     | 2,725  | 0                  | 180               | 2,815           | Eliminato al 4T da Kei Nishikori [7]          |
| 10             | 11      | John Isner             | 2,495  | 90                 | 180               | 2,585           | Eliminato al 4T da David Ferrer [8]           |
| 11             | 12      | Kevin Anderson         | 2,475  | 180                | 10                | 2,305           | Eliminato al 1T da Rajeev Ram                 |
| 12             | 13      | Marin Čilić            | 2,405  | 0                  | 90                | 2,495           | Eliminato al 3T da Roberto Bautista Agut [24] |
| 13             | 14      | Milos Raonic           | 2,270  | 360                | 720               | 2,630           | Eliminato in SF da Andy Murray [2]            |
| 14             | 15      | Gilles Simon           | 2,145  | 90                 | 180               | 2,235           | Eliminato al 4T da Novak Đoković [1]          |
| 15             | 16      | David Goffin           | 1,835  | 45                 | 180               | 1,970           | Eliminato al 4T da Roger Federer [3]          |
| 16             | 17      | Bernard Tomić          | 1,720  | 180                | 180               | 1,720           | Eliminato al 4T da Andy Murray [2]            |
| 17             | 18      | Benoît Paire           | 1,703  | (27)               | 10                | 1,686           | Eliminato al 1T da Noah Rubin [WC]            |
| 18             | 19      | Feliciano López        | 1,690  | 180                | 90                | 1,600           | Eliminato al 3T da John Isner [10]            |
| 19             | 20      | Dominic Thiem          | 1,645  | 10                 | 90                | 1,725           | Eliminato al 3T da David Goffin [15]          |
| 20             | 23      | Fabio Fognini          | 1,515  | 10                 | 10                | 1,515           | Eliminato al 1T da Gilles Müller              |
| 21             | 26      | Viktor Troicki         | 1,475  | 90                 | 90                | 1,475           | Eliminato al 3T da Milos Raonic [13]          |
| 22             | 24      | Ivo Karlović           | 1,485  | 45                 | 10                | 1,450           | Eliminato al 1T da Federico Delbonis          |
| 23             | 25      | Gaël Monfils           | 1,485  | 45                 | 360               | 1,800           | Eliminato ai QF da Milos Raonic [13]          |
| 24             | 21      | Roberto Bautista Agut  | 1,640  | 45                 | 180               | 1,775           | Eliminato al 4T da Thomas Berdych [6]         |
| 25             | 22      | Jack Sock              | 1,525  | 0                  | 45                | 1,570           | Eliminato al 2T da Lukáš Rosol                |
| 26             | 27      | Guillermo García López | 1,430  | 180                | 90                | 1,340           | Eliminato al 3T da Kei Nishikori [7]          |
| 27             | 28      | Grigor Dimitrov        | 1,420  | 180                | 90                | 1,330           | Eliminato al 3T da Roger Federer [3]          |
| 28             | 29      | Andreas Seppi          | 1,290  | 180                | 90                | 1,200           | Eliminato al 3T da Novak Đoković [1]          |
| 29             | 30      | Nick Kyrgios           | 1,260  | 360                | 90                | 990             | Eliminato al da 3T Tomáš Berdych [6]          |
| 30             | 31      | Jérémy Chardy          | 1,255  | 45                 | 45                | 1,255           | Eliminato al 2T da Andrej Kuznecov            |
| 31             | 32      | Steve Johnson          | 1,240  | 90                 | 90                | 1,240           | Eliminato al 3T da David Ferrer [8]           |
| 32             | 33      | João Sousa             | 1,191  | 90                 | 90                | 1,191           | Eliminato al 3T da Andy Murray [2]            |

### Singolare femminile
| Testa di serie | Ranking | Giocatrice                | Punti | Punti da difendere | Punti conquistati | Nuovo punteggio | Situazione                                    |
| -------------- | ------- | ------------------------- | ----- | ------------------ | ----------------- | --------------- | --------------------------------------------- |
| 1              | 1       | Serena Williams           | 9,945 | 2,000              | 1,300             | 9,245           | Sconfitta in finale da Angelique Kerber [7]   |
| 2              | 2       | Simona Halep              | 5,965 | 430                | 10                | 5,545           | Eliminata al 1T da Zhang Shuai [Q]            |
| 3              | 3       | Garbiñe Muguruza          | 5,101 | 240                | 130               | 4,991           | Eliminata al 3T da Barbora Strýcová           |
| 4              | 4       | Agnieszka Radwańska       | 4,670 | 240                | 780               | 5,210           | Eliminata in SF da Serena Williams [1]        |
| 5              | 5       | Marija Šarapova           | 4,542 | 1,300              | 430               | 3,672           | Eliminata ai QF da Serena Williams [1]        |
| 6              | 6       | Petra Kvitová             | 3,642 | 130                | 70                | 3,582           | Eliminata al 2T da Daria Gavrilova            |
| 7              | 7       | Angelique Kerber          | 3,710 | 10                 | 2,000             | 5,700           | Vittoria in finale contro Serena Williams [1] |
| N/A            | 8       | Flavia Pennetta           | 3,621 | 10                 | 0                 | 3,611           | Ritirata dal tennis                           |
| N/A            | 9       | Lucie Šafářová            | 3,590 | 10                 | 0                 | 3,580           | Infezione batterica                           |
| 8              | 10      | Venus Williams            | 3,511 | 430                | 10                | 3,091           | Eliminata al 1T da Johanna Konta              |
| 9              | 11      | Karolína Plíšková         | 3,090 | 130                | 130               | 3,090           | Eliminata al 3T da Ekaterina Makarova [21]    |
| 10             | 12      | Carla Suárez Navarro      | 3,175 | 10                 | 430               | 3,595           | Eliminata ai QF da Agnieszka Radwańska [4]    |
| 11             | 13      | Timea Bacsinszky          | 2,954 | 130                | 70                | 2,894           | Eliminata al 2T da Annika Beck                |
| 12             | 14      | Belinda Bencic            | 3,030 | 10                 | 240               | 3,260           | Eliminata al 4T da Marija Šarapova [5]        |
| 13             | 15      | Roberta Vinci             | 2,825 | 70                 | 130               | 2,885           | Eliminata al 3T da Anna-Lena Friedsam         |
| 14             | 16      | Viktoryja Azaranka        | 2,745 | 240                | 430               | 2,935           | Eliminata ai QF da Angelique Kerber [7]       |
| 15             | 17      | Madison Keys              | 2,600 | 780                | 240               | 2,060           | Eliminata al 4T da Shuai Zhang                |
| 16             | 18      | Caroline Wozniacki        | 2,571 | 70                 | 10                | 2,511           | Eliminata al 1T da Julija Putinceva           |
| 17             | 19      | Sara Errani               | 2,525 | 130                | 10                | 2,405           | Eliminata al 1T da Margarita Gasparjan        |
| 18             | 20      | Elina Svitolina           | 2,465 | 130                | 70                | 2,405           | Eliminata al 2T da Naomi Ōsaka [Q]            |
| 19             | 21      | Jelena Janković           | 2,445 | 10                 | 70                | 2,505           | Eliminata al 2T da Laura Siegemund            |
| 20             | 22      | Ana Ivanović              | 2,341 | 10                 | 130               | 2,461           | Eliminata al 3T da Madison Keys [15]          |
| 21             | 23      | Ekaterina Makarova        | 2,300 | 780                | 240               | 1,760           | Eliminata al 4T da Johanna Konta              |
| 22             | 24      | Andrea Petković           | 2,230 | 10                 | 10                | 2,230           | Eliminata al 1T da Elizaveta Kuličkova        |
| 23             | 25      | Svetlana Kuznecova        | 2,475 | 10                 | 70                | 2,535           | Eliminata al 2T da Kateryna Bondarenko        |
| 24             | 26      | Sloane Stephens           | 1,965 | 10                 | 10                | 1,965           | Eliminata al 1T da Wang Qiang [Q]             |
| 25             | 27      | Samantha Stosur           | 1,935 | 70                 | 10                | 1,875           | Eliminata al 1T da Kristýna Plíšková [Q]      |
| 26             | 28      | Anastasija Pavljučenkova  | 1,880 | 10                 | 10                | 1,880           | Eliminata al 1T da Lauren Davis               |
| 27             | 29      | Anna Karolína Schmiedlová | 1,875 | 70                 | 10                | 1,815           | Eliminata al 1T da Dar'ja Kasatkina           |
| 28             | 30      | Kristina Mladenovic       | 1,725 | 70                 | 130               | 1,785           | Eliminata al 3T da Daria Gavrilova            |
| 29             | 31      | Irina-Camelia Begu        | 1,630 | 240                | 10                | 1,400           | Eliminata al 1T da Johanna Larsson            |
| 30             | 32      | Sabine Lisicki            | 1,622 | 10                 | 70                | 1,682           | Eliminata al 2T da Denisa Allertová           |
| 31             | 33      | Lesia Tsurenko            | 1,398 | 10                 | 10                | 1,398           | Eliminata al 1T da Varvara Lepchenko          |
| 32             | 34      | Caroline Garcia           | 1,420 | 130                | 10                | 1,300           | Eliminata al 1T da Barbora Strýcová           |
| N/A            | 47      | Johanna Konta             | 1,098 | 0                  | 780               | 1,878           | Eliminata in SF da Angelique Kerber [7]       |
| N/A            | 133     | Shuai Zhang               | 423   | 10                 | 470               | 843             | Eliminata ai QF da Johanna Konta              |

## Wildcard
Ai seguenti giocatori è stata assegnata una wildcard per accedere al tabellone principale.

### Singolare maschile
- James Duckworth
- Quentin Halys
- Quentin Halys
- Lleyton Hewitt
- Omar Jasika
- Yoshihito Nishioka
- Noah Rubin
- Jordan Thompson

### Singolare femminile
- Kimberly Birrell
- Samantha Crawford
- Océane Dodin
- Han Xinyun
- Priscilla Hon
- Maddison Inglis
- Tammi Patterson
- Storm Sanders

### Doppio maschile
- Hsieh Cheng-peng /  Yang Tsung-hua
- Alex Bolt /  Andrew Whittington
- James Duckworth /  John Millman
- Samuel Groth /  Lleyton Hewitt
- Hsieh Cheng-Peng /  Yang Tsung-Hua
- Omar Jasika /  Nick Kyrgios
- Austin Krajicek /  Donald Young
- Luke Saville /  John-Patrick Smith

### Doppio femminile
- Shūko Aoyama /  Makoto Ninomiya
- Alison Bai /  Naiktha Bains
- Kimberly Birrell /  Priscilla Hon
- Daniela Hantuchová /  Jarmila Wolfe
- Jessica Moore /  Storm Sanders
- Tammi Patterson /  Olivia Rogowska
- Ellen Perez /  Belinda Woolcock

### Doppio misto
- Kimberly Birrell /  John Millman
- Daria Gavrilova /  Luke Saville
- Maddison Inglis /  Benjamin Mitchell
- Jessica Moore /  Marc Polmans
- Anastasija Rodionova /  Chris Guccione
- Arina Rodionova /  Matt Reid
- Ajla Tomljanović /  Nick Kyrgios
- Zheng Saisai /  Chung Hyeon

## Qualificazioni

### Singolare femminile
1. Daniel Evans
2. Jozef Kovalík
3. Tim Smyczek
4. Wu Di
5. Radek Štěpánek
6. Mirza Bašić
7. Ryan Harrison
8. Peter Gojowczyk

1. Taylor Fritz
2. Daniel Brands
3. Pierre-Hugues Herbert
4. Yūichi Sugita
5. Tatsuma Itō
6. Stéphane Robert
7. Marco Trungelliti
8. Renzo Olivo

1. Wang Qiang
2. Nicole Gibbs
3. Wang Yafan
4. Naomi Ōsaka
5. Anastasija Sevastova
6. Zhang Shuai

1. Kristýna Plíšková
2. Viktorija Golubic
3. Luksika Kumkhum
4. Maryna Zanevs'ka
5. Maria Sakkarī
6. Tamira Paszek

## Tennisti partecipanti ai singolari

### Singolare maschile
- Singolare maschile

| Campione              | Campione                | Finalista             | Finalista                   |
| --------------------- | ----------------------- | --------------------- | --------------------------- |
| Novak Đoković [1]     | Novak Đoković [1]       | Andy Murray [2]       | Andy Murray [2]             |
| Semifinalisti         |                         |                       |                             |
| Roger Federer [3]     | Roger Federer [3]       | Milos Raonic [13]     | Milos Raonic [13]           |
| Eliminati ai quarti   |                         |                       |                             |
| Kei Nishikori [7]     | Tomáš Berdych [6]       | Gaël Monfils [23]     | David Ferrer [8]            |
| Eliminati agli ottavi |                         |                       |                             |
| Gilles Simon [14]     | Jo-Wilfried Tsonga [9]  | David Goffin [15]     | Roberto Bautista Agut [24]  |
| Andrej Kuznecov       | Stan Wawrinka [4]       | John Isner [10]       | Bernard Tomić [16]          |
| Eliminati al 3º turno |                         |                       |                             |
| Andreas Seppi [28]    | Federico Delbonis       | Pierre-Hugues Herbert | Guillermo García López [26] |
| Grigor Dimitrov [27]  | Dominic Thiem [19]      | Marin Čilić [12]      | Nick Kyrgios [29]           |
| Dudi Sela             | Stéphane Robert         | Viktor Troicki [21]   | Lukáš Rosol                 |
| Steve Johnson [31]    | Feliciano López [18]    | John Millman          | João Sousa [32]             |
| Eliminati al 2º turno |                         |                       |                             |
| Quentin Halys [WC]    | Denis Kudla             | Renzo Olivo [Q]       | Evgenij Donskoj             |
| Omar Jasika [WC]      | Noah Rubin [WC]         | Daniel Brands [Q]     | Austin Krajicek             |
| Aleksandr Dolhopolov  | Marco Trungelliti [Q]   | Nicolás Almagro       | Damir Džumhur               |
| Albert Ramos Viñolas  | Dušan Lajović           | Pablo Cuevas          | Mirza Bašić [Q]             |
| Fernando Verdasco     | Jérémy Chardy [30]      | Nicolas Mahut         | Rajeev Ram                  |
| Tommy Robredo         | Tim Smyczek [Q]         | Jack Sock [25]        | Radek Štěpánek [Q]          |
| Lleyton Hewitt [WC]   | Thomaz Bellucci         | Guido Pella           | Marcel Granollers           |
| Simone Bolelli        | Gilles Müller           | Santiago Giraldo      | Samuel Groth                |
| Eliminati al 1º turno |                         |                       |                             |
| Chung Hyeon           | Ivan Dodig              | Filip Krajinović      | Tejmuraz Gabašvili          |
| Ivo Karlović [22]     | Jiří Veselý             | Íñigo Cervantes       | Vasek Pospisil              |
| Marcos Baghdatis      | Illja Marčenko          | Pablo Andújar         | Benoît Paire [17]           |
| Paul-Henri Mathieu    | Víctor Estrella Burgos  | Wu Di [Q]             | Philipp Kohlschreiber       |
| Nikoloz Basilašvili   | Ričardas Berankis       | Jozef Kovalík [Q]     | Paolo Lorenzi               |
| Leonardo Mayer        | Julien Benneteau [PR]   | Kyle Edmund           | Serhij Stachovs'kyj         |
| Thiemo de Bakker      | Borna Ćorić             | Sam Querrey           | Martin Kližan               |
| Pablo Carreño Busta   | Yoshihito Nishioka [WC] | Robin Haase           | Yuki Bhambri                |
| Rafael Nadal [5]      | Benjamin Becker         | Ryan Harrison [Q]     | Ernests Gulbis              |
| Yūichi Sugita [Q]     | Marco Cecchinato        | Bjorn Fratangelo [Q]  | Kevin Anderson [11]         |
| Lucas Pouille         | Malek Jaziri            | Daniel Gimeno Traver  | Daniel Muñoz de la Nava     |
| Taylor Fritz [Q]      | Tarō Daniel             | Tatsuma Itō [Q]       | Dmitrij Tursunov [PR]       |
| Peter Gojowczyk [Q]   | James Duckworth [WC]    | Jordan Thompson [WC]  | Aljaž Bedene                |
| Daniel Evans [Q]      | Steve Darcis            | Matthew Ebden [WC]    | Jerzy Janowicz              |
| Denis Istomin         | Brian Baker [PR]        | Diego Schwartzman     | Fabio Fognini [20]          |
| Michail Kukuškin      | Donald Young            | Adrian Mannarino      | Alexander Zverev            |

### Singolare femminile
- Singolare femminile

| Campionessa                   | Campionessa               | Finalista               | Finalista                      |
| ----------------------------- | ------------------------- | ----------------------- | ------------------------------ |
| Angelique Kerber [7]          | Angelique Kerber [7]      | Serena Williams [1]     | Serena Williams [1]            |
| Semifinaliste                 |                           |                         |                                |
| Agnieszka Radwańska [4]       | Agnieszka Radwańska [4]   | Johanna Konta           | Johanna Konta                  |
| Eliminate ai quarti           |                           |                         |                                |
| Marija Šarapova [5]           | Carla Suárez Navarro [10] | Viktoryja Azaranka [14] | Zhang Shuai [Q]                |
| Eliminate agli ottavi         |                           |                         |                                |
| Margarita Gasparjan           | Belinda Bencic [12]       | Anna-Lena Friedsam      | Daria Gavrilova                |
| Annika Beck                   | Barbora Strýcová          | Ekaterina Makarova [21] | Madison Keys [15]              |
| Eliminate al 3º turno         |                           |                         |                                |
| Dar'ja Kasatkina              | Julija Putinceva          | Kateryna Bondarenko     | Lauren Davis                   |
| Mónica Puig                   | Roberta Vinci [13]        | Elizaveta Kuličkova [Q] | Kristina Mladenovic [28]       |
| Madison Brengle               | Laura Siegemund           | Naomi Ōsaka             | Garbiñe Muguruza [3]           |
| Denisa Allertová              | Karolína Plíšková [9]     | Ana Ivanović [20]       | Varvara Lepchenko              |
| Eliminate al 2º turno         |                           |                         |                                |
| Hsieh Su-wei                  | Ana Konjuh                | Kurumi Nara             | Han Xinyun [WC]                |
| Tímea Babos                   | Svetlana Kuznecova [23]   | Magdaléna Rybáriková    | Aliaksandra Sasnovich          |
| Eugenie Bouchard              | Kristýna Plíšková [Q]     | Wang Qiang [Q]          | Irina Falconi                  |
| Maria Sakkarī [Q]             | Monica Niculescu          | Nicole Gibbs [Q]        | Petra Kvitová [6]              |
| Alexandra Dulgheru            | Johanna Larsson           | Jelena Janković [19]    | Timea Bacsinszky [11]          |
| Danka Kovinić                 | Elina Svitolina [18]      | Vania King [PR]         | Kirsten Flipkens               |
| Zheng Saisai                  | Sabine Lisicki [30]       | Tatjana Maria           | Julia Görges                   |
| Jaroslava Švedova             | Anastasija Sevastova [Q]  | Lara Arruabarrena       | Alizé Cornet                   |
| Eliminate al 1º turno         |                           |                         |                                |
| Camila Giorgi                 | Jeļena Ostapenko          | Urszula Radwańska       | Anna Karolína Schmiedlová [27] |
| Sara Errani [17]              | Océane Dodin              | Mariana Duque Mariño    | Caroline Wozniacki [16]        |
| Alison Riske                  | Heather Watson            | Ajla Tomljanović        | Daniela Hantuchová             |
| Anastasija Pavljučenkova [26] | Yanina Wickmayer          | Evgenija Rodina         | Nao Hibino                     |
| Christina McHale              | Aleksandra Krunić         | Magda Linette           | Samantha Stosur [25]           |
| Sloane Stephens [24]          | Lourdes Domínguez Lino    | Anna Tatishvili         | Tamira Paszek [Q]              |
| Viktorija Golubic [Q]         | Wang Yafan [Q]            | Teliana Pereira         | Andrea Petković [22]           |
| Dominika Cibulková            | Klára Koukalová           | Lucie Hradecká          | Luksika Kumkhum [Q]            |
| Misaki Doi                    | Storm Sanders [WC]        | Coco Vandeweghe         | Irina-Camelia Begu [29]        |
| Polona Hercog                 | Kiki Bertens              | Priscilla Hon [WC]      | Kateřina Siniaková             |
| Alison Van Uytvanck           | Samantha Crawford [WC]    | Donna Vekić             | Victoria Duval [PR]            |
| Caroline Garcia [32]          | Mona Barthel              | Mirjana Lučić-Baroni    | Anett Kontaveit                |
| Venus Williams [8]            | Carina Witthöft           | Bethanie Mattek-Sands   | Petra Cetkovská [PR]           |
| Maddison Inglis [WC]          | Vol'ga Havarcova          | Andreea Mitu            | Kimberly Birrell [WC]          |
| Zarina Dijas                  | Cvetana Pironkova         | Jarmila Wolfe           | Tammi Patterson [WC]           |
| Lesia Tsurenko [31]           | Maryna Zanevs'ka [Q]      | Bojana Jovanovski       | Simona Halep [2]               |

## Campioni

### Senior

#### Singolare maschile
Novak Đoković ha battuto in finale  Andy Murray con il punteggio di 6–1, 7–5, 7–6(3).
- Per il serbo è l'11º Slam vinto in carriera, il 6º in Australia e il 61º torneo vinto.

#### Singolare femminile
Angelique Kerber ha battuto in finale  Serena Williams con il punteggio di 6–4, 3–6, 6–4.
- Per la tedesca è il primo Slam in assoluto conquistato in carriera

#### Doppio maschile
Jamie Murray /  Bruno Soares hanno battuto in finale  Daniel Nestor /  Radek Štěpánek con il punteggio di 2–6, 6–4, 7–5.

#### Doppio femminile
Martina Hingis /  Sania Mirza hanno battuto in finale  Andrea Sestini Hlaváčková /  Lucie Hradecká con il punteggio di 7–6(1), 6–3.

#### Doppio misto
Elena Vesnina /  Bruno Soares hanno battuto in finale  Coco Vandeweghe/  Horia Tecău con il punteggio di 6–4, 4–6, [10–5].

### Junior

#### Singolare ragazzi
Oliver Anderson ha battuto in finale  Jurabeck Karimov con il punteggio di 6–2, 1–6, 6–1.

#### Singolare ragazze
Vera Lapko ha battuto in finale  Tereza Mihalíková con il punteggio di 6–3, 6–4.

#### Doppio ragazzi
Alex de Minaur /  Blake Ellis hanno battuto in finale  Lukáš Klein /  Patrik Rikl con il punteggio di 3–6, 7–5, [12–10].

#### Doppio ragazze
Anna Kalinskaja /  Tereza Mihalíková hanno battuto in finale  Dajana Jastrems'ka /  Anastasija Zaryc'ka con il punteggio di 6–1, 6–1.

### Tennisti in carrozzina

#### Singolare maschile carrozzina
Gordon Reid ha battuto in finale  Joachim Gerard con il punteggio di 7–6(7), 6–4.

#### Singolare femminile carrozzina
Jiske Griffioen ha battuto in finale  Aniek Van Koot con il punteggio di 6–3, 7–5.

#### Quad singolare
Dylan Alcott ha battuto in finale  David Wagner con il punteggio di 6–2, 6–2.

#### Doppio maschile carrozzina
Stephane Houdet /  Nicolas Peifer hanno battuto in finale  Shingo Kunieda /  Gordon Reid con il punteggio di 6–3, 3–6, 7–5.

#### Doppio femminile carrozzina
Marjolein Buis /  Yui Kamiji hanno battuto in finale  Jiske Griffioen /  Aniek Van Koot con il punteggio di 6–2, 6–2.

#### Quad doppio
Lucas Sithole /  David Wagner hanno battuto in finale  Dylan Alcott /  Andrew Lapthorne con il punteggio di 6–1, 6–3.

### Leggende

#### Doppio leggende maschile
Jonas Björkman /  Thomas Johansson hanno battuto in finale  Thomas Enqvist /  Magnus Norman con il punteggio di 4–34, 1–4, 4–33.

#### Doppio leggende femminile
Torneo non terminato

## Punti
| Torneo    | Torneo    | V     | F     | SF  | QF  | 4T  | 3T  | 2T | 1T | Q  | Q3 | Q2 | Q1 |
| Singolare | Maschile  | 2.000 | 1.200 | 720 | 360 | 180 | 90  | 45 | 10 | 25 | 16 | 8  | 0  |
| Singolare | Femminile | 2.000 | 1.300 | 780 | 430 | 240 | 130 | 70 | 10 | 40 | 30 | 20 | 2  |
| Doppio    | Maschile  | 2.000 | 1.200 | 720 | 360 | 180 | 90  | 0  | –  | –  | –  | –  | –  |
| Doppio    | Femminile | 2.000 | 1.300 | 780 | 430 | 240 | 130 | 10 | –  | –  | –  | –  | –  |

## Montepremi
Il montepremi complessivo è cresciuto a 44.000.000 A$.
| Torneo    | V         | F         | SF      | QF      | 4T      | 3T     | 2T     | 1T     | Q | Q3     | Q2    | Q1    |
| Singolare | 2.650.000 | 1.325.000 | 540.000 | 270.000 | 135.000 | 75.000 | 50.000 | 30.000 | – | 14.400 | 7.200 | 3.600 |
| Doppio    | 520.000   | 260.000   | 130.000 | 65.000  | 36.000  | 21.000 | 13.500 | –      | – | –      | –     | –     |
| Misto     | 135.500   | 67.750    | 33.900  | 15.500  | 7.800   | 3.800  | –      | –      | – | –      | –     | –     |